# Blackburneus bongorensis
Blackburneus bongorensis är en skalbaggsart som beskrevs av Rudolph Petrovitz 1964. Blackburneus bongorensis ingår i släktet Blackburneus och familjen Aphodiidae. Inga underarter finns listade.